# Кубок Европейской конфедерации волейбола среди женщин 1990/1991
11-й розыгрыш Кубка Европейской конфедерации волейбола (ЕКВ) среди женщин проходил с 6 октября 1990 по 19 февраля 1991 года с участием 36 клубных команд из 21 страны-члена Европейской конфедерации волейбола (по состоянию на 1990 год). Победителем турнира стала итальянская команда «Пескопагано» (Матера).

## Команды-участницы
| Страна       | Команда                             |
| ------------ | ----------------------------------- |
| Австрия      | «Тиролия» (Вена)                    |
| Бельгия      | «Датовок» (Тонгерен)                |
| Бельгия      | «Темсе» (Темсе)                     |
| Болгария     | «Академик» (Варна)                  |
| Болгария     | «Славия» (София)                    |
| Венгрия      | «Эгер» (Эгер)                       |
| Венгрия      | «Тунгшрам» (Будапешт)               |
| Германия     | «Лейпциг» (Лейпциг)                 |
| Германия     | «УСК Мюнстер» (Мюнстер)             |
| Германия     | «Шверте» (Шверте)                   |
| Греция       | «Зириниос» (Кифисья)                |
| Греция       | «Филатлитикос» (Салоники)           |
| Израиль      | «Хапоэль» (Эмек-Хефер)              |
| Испания      | «Аманесер Алькоркон» (Алькоркон)    |
| Испания      | «Афелса Лос-Компадрес» (Ла-Лагуна)  |
| Италия       | «Бралья Кучине» (Реджо-нель-Эмилия) |
| Италия       | «Пескопагано» (Матера)              |
| Кипр         | «Олимпиада-Неаполис» (Никосия)      |
| Люксембург   | «Олимпик» (Люксембург)              |
| Польша       | ЛКС (Лодзь)                         |
| Португалия   | «Бенфика» (Лиссабон)                |
| Португалия   | «Лейшойнш» (Матозиньюш)             |
| Румыния      | «Пеничилина» (Яссы)                 |
| Румыния      | «Рапид» (Бухарест)                  |
| СССР         | БЗБК (Баку)                         |
| СССР         | «Орбита» (Запорожье)                |
| Турция       | «Вакыфбанк» (Анкара)                |
| Турция       | «Галатасарай» (Стамбул)             |
| Финляндия    | «Блю Эйес Тим» (Йювяскюля)          |
| Франция      | «Рьом-Овернь» (Рьом-эс-Монтань)     |
| Франция      | «Сен-Рафаэль» (Сен-Рафаэль)         |
| Чехословакия | ШКП (Братислава)                    |
| Швейцария    | «Баслер» (Бирсфельден)              |
| Швейцария    | «Уни» (Базель)                      |
| Югославия    | «Раднички» (Белград)                |
| Югославия    | «Риека» (Риека)                     |

## Система проведения розыгрыша
Во всех стадиях турнира применяется система плей-офф, то есть команды делятся на пары и проводят между собой по два матча с разъездами. Победителем пары выходит команда, одержавшая две победы. В случае равенства побед победителем становится команда, имеющая лучшее соотношение партий по сумме обоих матчей. В случае равенства и этого показателя в дальнейшую стадию плей-офф выходит команда, имеющая лучшее соотношение игровых очков (мячей) по сумме матчей.
В первом раунде плей-офф приняли участие 10 команд. 5 победителей пар выходят в 1/16 финала, где к ним присоединяются 26 команд, освобождённых от участия в стартовом раунде.  
8 команд-участниц четвертьфинала плей-офф определяют четырёх участников финального этапа.
Финальный этап состоит из предварительного раунда, полуфинала и двух финалов (за 3-е и 1-е места). Пары предварительного раунда определяются жеребьёвкой. Победители пар в полуфинальных матчах против проигравших определяют участников финала. 

## 1-й раунд
6.10/ 10-13.10.1990
 «Тиролия» (Вена) —  «Бенфика» (Лиссабон)
6 октября. 0:3 (13:15, 10:15, 14:16).
13 октября. 0:3 (12:15, 10:15, 5:15).
 «Баслер» (Бирсфельден) —  «Лейпциг»
6 октября. 3:0 (15:7, 15:10, 15:11).
13 октября. 1:3 (15:5, 13:15, 11:15, 12:15).
 «Афелса Ло-Компадрес» (Ла-Лагуна) —  «Вакыфбанк» (Анкара)
6 октября. 0:3 (7:15, 4:15, 7:15).
13 октября. 1:3 (10:15, 15:12, 9:15, 6:15).
 «Олимпик» (Люксембург) —  «Уни» (Базель)
6 октября. 0:3 (7:15, 5:15, 9:15).
13 октября. 0:3 (8:15, 12:15, 3:15).
 «Рьом-Овернь» (Рьом-эс-Монтань) —  «Риека»
6 октября. 3:0 (15:5, 15:12, 15:9).
10 октября. 2:3 (15:10, 17:15, 13:15, 9:15, 4:15).

## 1/16 финала
3.11/ 10.11. 1990
 «Пескопагано» (Матера) —  «Баслер» (Бирсфельден)
3 ноября. 3:0 (15:5, 15:9, 15:6).
10 ноября. 3:0 (15:2, 15:9, 15:12).
 БЗБК (Баку) —  «Олимпиада-Неаполис» (Никосия)
3 ноября. 3:0 (15:7, 15:10, 15:10).
10 ноября. 3:0 (15:8, 15:7, 15:9).
 «Тунгшрам» (Будапешт) —  «Бенфика» (Лиссабон)
3 ноября. 3:0 (15:3, 15:8, 15:4).
10 ноября. 2:3 (15:5, 11:15, 10:15, 15:10, 16:17).
 «Темсе» —  «Блю Эйес Тим» (Ювяскюля)
3 ноября. 3:2 (15:12, 15:11, 9:15, 12:15, 15:12).
10 ноября. 2:3 (9:15, 13:15, 15:12, 15:7, 13:15). Соотношение игровых очков по сумме двух матчей — 131:129.
 «УСК Мюнстер» свободен от игр.
 «Раднички» (Белград) —  «Сен-Рафаэль»
3 ноября. 0:3 (2:15, 9:15, 5:15).
10 ноября. 0:3 (2:15, 12:15, 8:15).
 «Пеничилина» (Яссы) —  «Вакыфбанк» (Анкара)
3 ноября. 0:3 (4:15, 14:16, 11:15).
10 ноября. 2:3 (13:15, 9:15, 15:12, 15:3, 5:15).
 «Славия» (София) —  «Филатлитикос» (Салоники)
3 ноября. 3:0 (15:0, 15:1, 15:2).
10 ноября. 3:0 (15:2, 15:9, 15:10).
 ШКП (Братислава) —  «Бралья Кучине» (Реджо-нель-Эмилия)
3 ноября. 0:3 (9:15, 3:15, 3:15).
10 ноября. 1:3 (6:15, 15:13, 12:15, 5:15).
 ЛКС (Лодзь) —  «Шверте»
3 ноября. 2:3 (12:15, 15:4, 13:15, 15:7, 14:16).
10 ноября. 1:3 (12:15, 13:15, 15:10, 8:15).
 «Галатасарай» (Стамбул) —  «Хапоэль» (Эмек-Хефер)
3 ноября. 3:0 (15:3, 15:3, 15:5).
10 ноября. 3:0 (15:6, 15:2, 15:3).
 «Уни» (Базель) —  «Аманесер Алькоркон» (Алькоркон)
3 ноября. 3:2 (11:15, 11:15, 15:11, 15:11, 15:12).
10 ноября. 0:3 (7:15, 9:15, 8:15).
 «Рапид» (Бухарест) —  «Орбита» (Запорожье)
3 ноября. 0:3 (3:15, 9:15, 9:15).
10 ноября. 0:3 (10:15, 4:15, 2:15).
 «Датовок» (Тонгерен) —  «Зириниос» (Кифисьяс)
3 ноября. 3:0 (15:4, 15:6, 15:5).
10 ноября. 3:1 (15:12, 17:16, 7:15, 15:9).
 «Академик» (Варна) —  «Лейшойнш» (Матозиньюш)
3 ноября. 2:3 (8:15, 15:13, 17:15, 4:15, 7:15).
10 ноября. 3:2 (13:15, 15:11, 7:15, 15:7, 17:16). Соотношение игровых очков по сумме двух матчей — 118:137.
 «Эгер» —  «Рьом-Овернь» (Рьом-эс-Монтань)
3 ноября. 0:3 (10:15, 11:15, 7:15).
10 ноября. 0:3 (7:15, 8:15, 8:15).

## 1/8 финала
1.12/ 8.12.1990
 «Пескопагано» (Матера) —  БЗБК (Баку)
1 декабря. 3:1 (15:9, 6:15, 15:13, 15:7).
8 декабря. 2:3 (6:15, 15:13, 16:14, 5:15, 5:15).
 «Тунгшрам» (Будапешт) —  «Темсе»
1 декабря. 3:2 (14:16, 15:11, 9:15, 16:14, 17:16).
8 декабря. 3:1 (15:12, 16:14, 9:15, 15:4).
 «УСК Мюнстер» —  «Сен-Рафаэль»
1 декабря. 3:1 (10:15, 15:9, 15:4, 15:6).
8 декабря. 3:2 (15:8, 15:8, 15:8).
 «Вакыфбанк» (Анкара) —  «Славия» (София)
1 декабря. 3:0 (15:5, 15:8, 15:1).
8 декабря. 1:3 (15:5, 1416, 11:15, 12:15).
 «Бралья Кучине» (Реджо-нель-Эмилия) —  «Шверте»
1 декабря. 3:0 (15:3, 15:1, 15:9).
8 декабря. 3:2 (15:8, 12:15, 15:5, 10:15, 15:10).
 «Галатасарай» (Стамбул) —  «Аманесер Алькоркон» (Алькоркон)
1 декабря. 0:3 (6:15, 13:15, 5:15).
8 декабря. 0:3 (15:17, 2:15, 8:15).
 «Орбита» (Запорожье) —  «Датовок» (Тонгерен)
7 декабря. 3:0 (15:12, 15:5, 15:1).
9 декабря. 3:0 (15:11, 15:2, 15:11).
 «Лейшойнш» (Матозиньюш) —  «Рьом-Овернь» (Рьом-эс-Монтань)
1 декабря. 0:3 (6:15, 12:15, 9:15).
8 декабря. 3:1 (11:15, 15:4, 15:8, 15:10).

## Четвертьфинал
16.01/ 23.01.1991
 «Тунгшрам» (Будапешт) —  «УСК Мюнстер»
16 января. 0:3 (12:15, 13:15, 3:15).
23 января. 0:3 (9:15, 10:15, 15:15).
 «Бралья Кучине» (Реджо-нель-Эмилия) —  «Аменесер Алькоркон» (Алькоркон)
16 января. 3:0 (15:8, 15:8, 15:8).
23 января. 3:1 (15:8, 15:8, 15:8).
 «Пескопагано» (Матера) —  «Вакыфбанк» (Анкара)
16 января. 3:0 (15:5, 15:7, 15:9).
16 февраля. 2:3.
 «Орбита» (Запорожье) —  «Рьом-Овернь» (Рьом-эс-Монтань)
16 января. 3:2 (14:16, 15:13, 15:8, 12:15, 15:13).
23 января. 3:1 (15:4, 12:15, 15:7, 15:0).
Финальный этап должен был пройти в Запорожье, но его организатор ВК «Орбита» от проведения и участия в нём отказался. Новым организатором стал ВК «Вакыфбанк», получивший допуск в финал четырёх. 

## Финал четырёх
17—19 февраля 1991.  Анкара.
Участники:
 «Вакыфбанк» (Анкара)

 «УСК Мюнстер» (Мюнстер)

 «Бралья Кучине» (Реджо-нель-Эмилия)

 «Пескопагано» (Матера)

### Предварительный раунд
17 февраля
 «Пескопагано» —  «Бралья Кучине»
3:0 (15:4, 15:9, 15:5).
 «УСК Мюнстер» —  «Вакыфбанк»
3:2 (7:15, 15:13, 15:4, 9:15, 15:9).

### Полуфинал
18 февраля
 «Бралья Кучине» —  «УСК Мюнстер»
3:1 (15:12, 1:15, 15:13, 15:7).
 «Пескопагано» —  «Вакыфбанк»
3:1 (15:2, 15:5, 8:15, 15:6).

### Матч за 3-е место
19 февраля
 «Вакыфбанк» —  «УСК Мюнстер»
3:2 (15:5, 15:13, 11:15, 5:15, 15:13).

### Финал
19 февраля
 «Пескопагано» —  «Бралья Кучине»
3:0 (15:4, 15:11, 15:4).

### Итоги

#### Положение команд
| «Пескопагано» (Матера)              |
| «Бралья Кучине» (Реджо-нель-Эмилия) |
| «Вакыфбанк» (Анкара)                |
| 4. «УСК Мюнстер» (Мюнстер)          |